# Coleen (rivière)

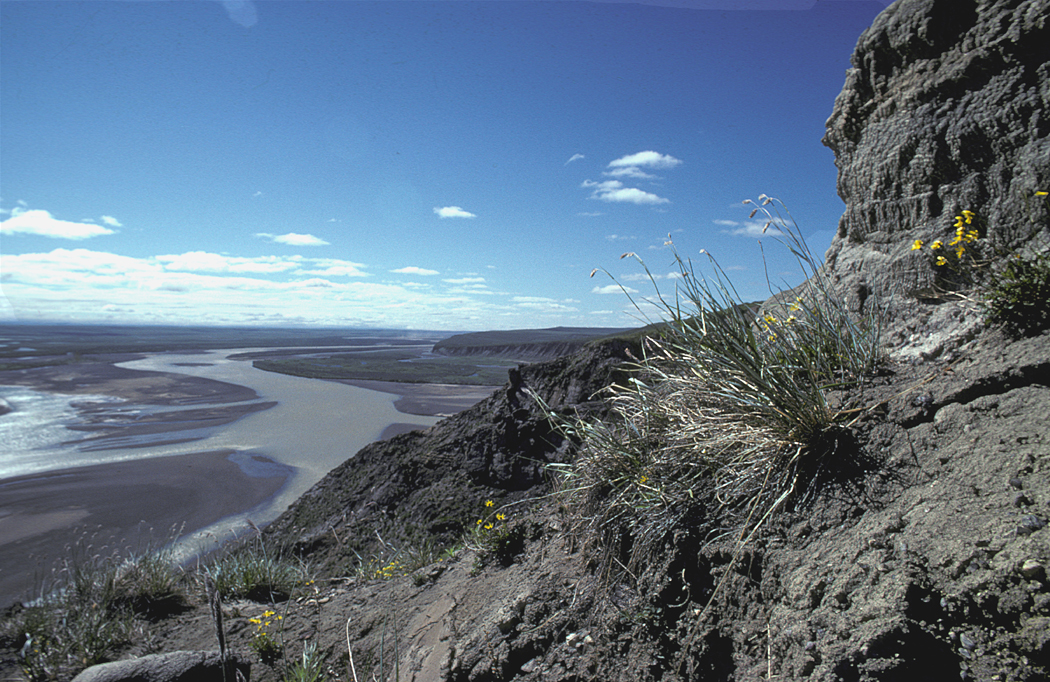
la rivière Coleen en été

La rivière Coleen est une rivière d'Alaska aux États-Unis, dans le borough de North Slope, longue de 84 kilomètres (52 mi).
Elle prend sa source dans les montagnes Davidson, dans le Refuge faunique national Arctic, et coule en direction du sud pour se jeter dans la Rivière Porcupine.
Son nom provient du mot français colline.

## Référence
- (en) Cet article est partiellement ou en totalité issu de l’article de Wikipédia en anglais intitulé « Coleen River » (voir la liste des auteurs).
- (en) « Coleen (rivière) », Geographic Names Information System